# Пригородное сельское поселение (Краснодарский край)
Пригородное сельское поселение — муниципальное образование в составе Крымского района Краснодарского края России.
В рамках административно-территориального устройства Краснодарского края ему соответствует Пригородный сельский округ.
Административный центр — хутор Новоукраинский.

## Население
| 2010  | 2012  | 2013  | 2014  | 2015  | 2016  | 2017  |
| ----- | ----- | ----- | ----- | ----- | ----- | ----- |
| 5645  | ↗5801 | ↗5842 | ↗5889 | ↘5880 | ↘5879 | ↘5860 |
| 2018  | 2019  | 2020  | 2021  | 2023  |       |       |
| ↗5923 | ↗5955 | ↗5992 | ↗6556 | ↗6618 |       |       |

## Населённые пункты
В состав сельского поселения (сельского округа) входят 7 населённых пунктов:
| № | Населённый пункт     | Тип населённого пункта | Население (чел.) |
| - | -------------------- | ---------------------- | ---------------- |
| 1 | Армянский            | хутор                  | ↗1481            |
| 2 | Верхняя Ставрополька | хутор                  | ↗133             |
| 3 | Нижняя Ставрополька  | хутор                  | ↘86              |
| 4 | Новоукраинский       | хутор                  | ↗4262            |
| 5 | Семенцовка           | хутор                  | ↘3               |
| 6 | Шептальский          | хутор                  | ↘325             |
| 7 | Шибик                | хутор                  | ↘0               |